# Dalèt
Dallet és un municipi francès situat al departament del Puèi Domat i a la regió d'Alvèrnia-Roine-Alps. L'any 2007 tenia 1.305 habitants.

## Demografia

### Població
El 2007 la població de fet de Dallet era de 1.305 persones. Hi havia 468 famílies de les quals 101 eren unipersonals (39 homes vivint sols i 62 dones vivint soles), 139 parelles sense fills, 205 parelles amb fills i 23 famílies monoparentals amb fills.
La població ha evolucionat segons el següent gràfic:
Habitants censats

### Habitatges
El 2007 hi havia 553 habitatges, 485 eren l'habitatge principal de la família, 9 eren segones residències i 58 estaven desocupats. 513 eren cases i 38 eren apartaments. Dels 485 habitatges principals, 405 estaven ocupats pels seus propietaris, 69 estaven llogats i ocupats pels llogaters i 12 estaven cedits a títol gratuït; 2 tenien una cambra, 21 en tenien dues, 78 en tenien tres, 145 en tenien quatre i 239 en tenien cinc o més. 388 habitatges disposaven pel capbaix d'una plaça de pàrquing. A 167 habitatges hi havia un automòbil i a 285 n'hi havia dos o més.

### Piràmide de població
La piràmide de població per edats i sexe el 2009 era:
| Homes | Edats   | Dones |
| ----- | ------- | ----- |
| 0     | 95 o +  | 0     |
| 0     | 90 a 94 | 8     |
| 0     | 85 a 89 | 8     |
| 8     | 80 a 84 | 0     |
| 8     | 75 a 79 | 24    |
| 16    | 70 a 74 | 24    |
| 36    | 65 a 69 | 40    |
| 28    | 60 a 64 | 12    |
| 28    | 55 a 59 | 40    |
| 36    | 50 a 54 | 28    |
| 56    | 45 a 49 | 40    |
| 28    | 40 a 44 | 16    |
| 28    | 35 a 39 | 52    |
| 40    | 30 a 34 | 44    |
| 56    | 25 a 29 | 28    |
| 20    | 20 a 24 | 52    |
| 32    | 15 a 19 | 24    |
| 28    | 10 a 14 | 32    |
| 40    | 5 a 9   | 28    |
| 32    | 0 a 4   | 24    |

## Economia
El 2007 la població en edat de treballar era de 864 persones, 652 eren actives i 212 eren inactives. De les 652 persones actives 602 estaven ocupades (314 homes i 288 dones) i 49 estaven aturades (22 homes i 27 dones). De les 212 persones inactives 72 estaven jubilades, 87 estaven estudiant i 53 estaven classificades com a «altres inactius».

### Ingressos
El 2009 a Dallet hi havia 502 unitats fiscals que integraven 1.324,5 persones, la mediana anual d'ingressos fiscals per persona era de 19.604 €.

### Activitats econòmiques
Dels 42 establiments que hi havia el 2007, 2 eren d'empreses extractives, 2 d'empreses alimentàries, 6 d'empreses de fabricació d'altres productes industrials, 5 d'empreses de construcció, 5 d'empreses de comerç i reparació d'automòbils, 3 d'empreses de transport, 5 d'empreses d'hostatgeria i restauració, 1 d'una empresa immobiliària, 3 d'empreses de serveis, 8 d'entitats de l'administració pública i 2 d'empreses classificades com a «altres activitats de serveis».
Dels 12 establiments de servei als particulars que hi havia el 2009, 1 era una oficina de correu, 1 taller de reparació d'automòbils i de material agrícola, 1 paleta, 1 guixaire pintor, 2 lampisteries, 2 perruqueries i 4 restaurants.
Dels 2 establiments comercials que hi havia el 2009, 1 era una botiga de menys de 120 m² i 1 una fleca.
L'any 2000 a Dallet hi havia 9 explotacions agrícoles que ocupaven un total de 244 hectàrees.

## Equipaments sanitaris i escolars
L'únic equipament sanitari que hi havia el 2009 era una farmàcia.
El 2009 hi havia 1 escola maternal i 1 escola elemental.

## Poblacions més properes
El següent diagrama mostra les poblacions més properes.